# Torrevicente
Torrevicente es una localidad española del municipio de Retortillo de Soria, perteneciente a la provincia de Soria, en la comunidad autónoma de Castilla y León.

## Geografía
El caserío se apiña en una hoz que forma el río Talegones. Pertenece al partido judicial de Burgo de Osma.

## Historia
Los indicios de población se remontan a la Prehistoria. Se han encontrado grabados rupestres en varios abrigos cercanos al pueblo, y restos humanos y de industria lítica. Los romanos también dejaron su huella.  Fue repoblada por los castellanos el año 980.
Aquí tuvo lugar el enfrentamiento en julio de 981 entre Almanzor y su suegro Galib donde perdió la vida Ramiro Garcés de Viguera. Perteneció tras la Reconquista a la extensa Tierra de Atienza, de la que se desgajó para pasar al señorío de Paredes, en el que permaneció hasta la creación de las modernas provincias en 1833, en la que pasó a la de Soria.
En el censo de 1787, ordenado por el conde de Floridablanca, figuraba como lugar del partido de Sigüenza en la intendencia de Guadalajara, con jurisdicción de señorío y bajo la autoridad del alcalde pedáneo. Contaba entonces con 188 habitantes.
A la caída del Antiguo Régimen la localidad se constituyó en municipio constitucional, conocido entonces como «Torre Vicente», en la región de Castilla la Vieja que en el censo de 1842 contaba con 46 hogares y 184 vecinos.
El municipio de Torrevicente desapareció en 1966, al fusionarse con los de Retortillo de Soria, Sauquillo de Paredes, Losana, Madruédano, Modamio y Valvenedizo. Contaba entonces con 53 hogares y 223 habitantes.
En el reparto de las nuevas provincias le tocó pertenecer al partido judicial de Medinaceli, villa que está a 65 km y a la que a principios del siglo XIX se tardaba en llegar más de doce horas caminando. El concejo de Torrevicente protestó esta arbitrariedad y consiguió en 1934 (un siglo después) pasar al del Burgo de Osma, villa que solo dista 27 km, los mismos que Atienza.

## Demografía
| Gráfica de evolución demográfica de Torrevicente entre 1842 y 1960 |
| |
| Población de derecho según los censos de población del INE Población de hecho según los censos de población del INEEn este censo se denominaba Torre Vicente: 1842 Entre el censo de 1970 y el anterior, este municipio desaparece porque se integra en el municipio 42155 (Retortillo de Soria) |

En el año 1981 contaba con 29 habitantes, concentrados en el núcleo principal, pasando a 7 en  2010, 4 varones y 3 mujeres.
| Gráfica de evolución demográfica de Torrevicente entre 2000 y 2010                               |
|                                                                                                  |
| Población de derecho (2000-2010) según los censos de población del INE a 1 de enero de cada año. |